# Macerio nicoleti
Macerio nicoleti är en spindelart som först beskrevs av Cândido Firmino de Mello-Leitão 1951. 
Macerio nicoleti ingår i släktet Macerio och familjen sporrspindlar. Inga underarter finns listade i Catalogue of Life.